# پر سیلیان شلبرد
پر سیلیان شلبرد (نروژی: Per Ciljan Skjelbred؛ زادهٔ ۱۶ ژوئن ۱۹۸۷) بازیکن فوتبال اهل نروژ است.
از باشگاه‌هایی که در آن بازی کرده‌است می‌توان به باشگاه فوتبال هامبورگ، باشگاه فوتبال هرتابرلین، و باشگاه فوتبال روزنبورگ اشاره کرد.
وی همچنین در تیم ملی فوتبال نروژ بازی کرده‌است.